# Jordan Sifuentes
Jordan Alfonso Sifuentes Rivas es un político venezolano del partido Voluntad Popular. Fue electo como alcalde del municipio Mejía, estado Sucre, en las elecciones regionales de 2021. Para entonces, era el único alcalde opositor en el estado Sucre. El 2 de agosto de 2024, pocos días después de las elecciones presidenciales el mismo año, fue detenido por fuerzas de seguridad.